# Acacia decurrens
Acacia decurrens  — багаторічна рослина родини бобових. Харчова і технічна культура.

## Опис
Дерево заввишки 2-18 м, з розлогою кроною і стовбуром до 40 см в діаметрі. До віку 3 років забарвлення стовбура і гілок світло-зелене. Кора з різко виступаючими гребінчастими смугами. Гілки в молодості чотиригранні, крилаті, «крила» забарвлені антоціаном. Коренева система потужна.
Прилистки відсутні або дуже дрібні. Листки двічіпарнопірчасті, завдовжки 18-26 см, завширшки 12-18 см, світло-зелені. З 9-11 пар гілок голого стрижня, кожна гілка якого несе 16-44 пари вузько лінійних, майже голчастих голих листочків завдовжки близько 6-7 мм, завширшки до 0,5 мм, розміщених відносно рідко. Основа черешка злегка роздута. Приквітки на коротких черешках з розширеною частиною буро-охристого забарвлення, по краю опушені довгими волосками.
Суцвіття — негуста волоть з 5-8 відгалуженнями, кожне з яких несе по 8-11 голівок. Квітки двостатеві, п'ятичленні, запашні, темно-лимонно-жовті, зібрані в кулясті голівки завширшки 6-8 мм, що сидять на черешках завдовжки до 5 мм. Чашечка конічна, чашолистки лимонно-жовті, зрощені майже доверху, рідко опушені по верхньому краю. Віночок глибоко розсічений, з широко- або вузьколанцетними пелюстками, зрощеними біля основи, загостреними до верхівки. Тичинки численні багато, тичинкові нитки лимонно-жовті, пиляки — жовті.
Плід — плаский біб завдовжки до 8,8 см, завширшки до 0,7 см, прямий або злегка зігнутий, темно-коричневий, майже чорний. Насіння довгасте, сочевицеподібні, чорне, лискуче.
Цвіте з другого року життя, у червні-вересні. Плоди дозрівають у листопаді-січні.

## Поширення
У природі ареал виду охоплює південні райони Австралії: Новий Південний Уельс, Вікторія, південна частина Квінсленду, а також острів Тасманію. Культурні насадження Acacia decurrens існують в Африці, Новій Зеландії, Японії, Європі, Південній Америці.

## Екологія
Зростає у сухих розріджених лісах, утворених Eucalyptus crebra і Eucalyptus punctata, серед чагарників, на узбіччях доріг, біля річищ пересихаючих потоків і боліт. Віддає перевагу сухим, плодючим, слабокислим або слаболужним ґрунтам.
Acacia decurrens розвивається швидко — насіння проростає на 8-10-й день після посіву. У перший рік при весняному посіві досягає висоти 1,1-2,3 м; на другому році життя — 4,8-6,3 м, на третьому — в середньому 7,5 м, при діаметрі стовбура 5,5 см на висоті 1 м.

## Значення і застосування
Цей вид акації багатий на дубильні речовини. Вміст танідів у корі 1,5-річних дерев становить 6-6,1 %; у корі 2-2,5-річних рослин —- 13,9-21,9 % при 49,2-65,5 % доброякісності. З квітів видобувають жовтий барвник, а з плодів — зелений. Деревина Acacia decurrens добре горить і використовується для заготівлі дрів, тим більше, що після вирубування зарості цього дерева швидко відновлюються.
Австралійці готують з квітів цієї акації оладки. Крім того, з надрізів на стовбурах дерев витікає сік, який використовують як сурогат гуміарабіка.

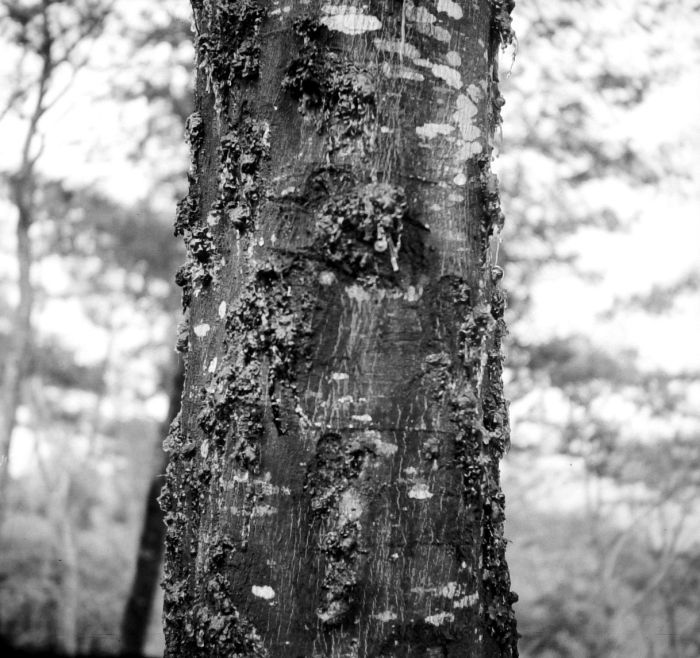
Кора
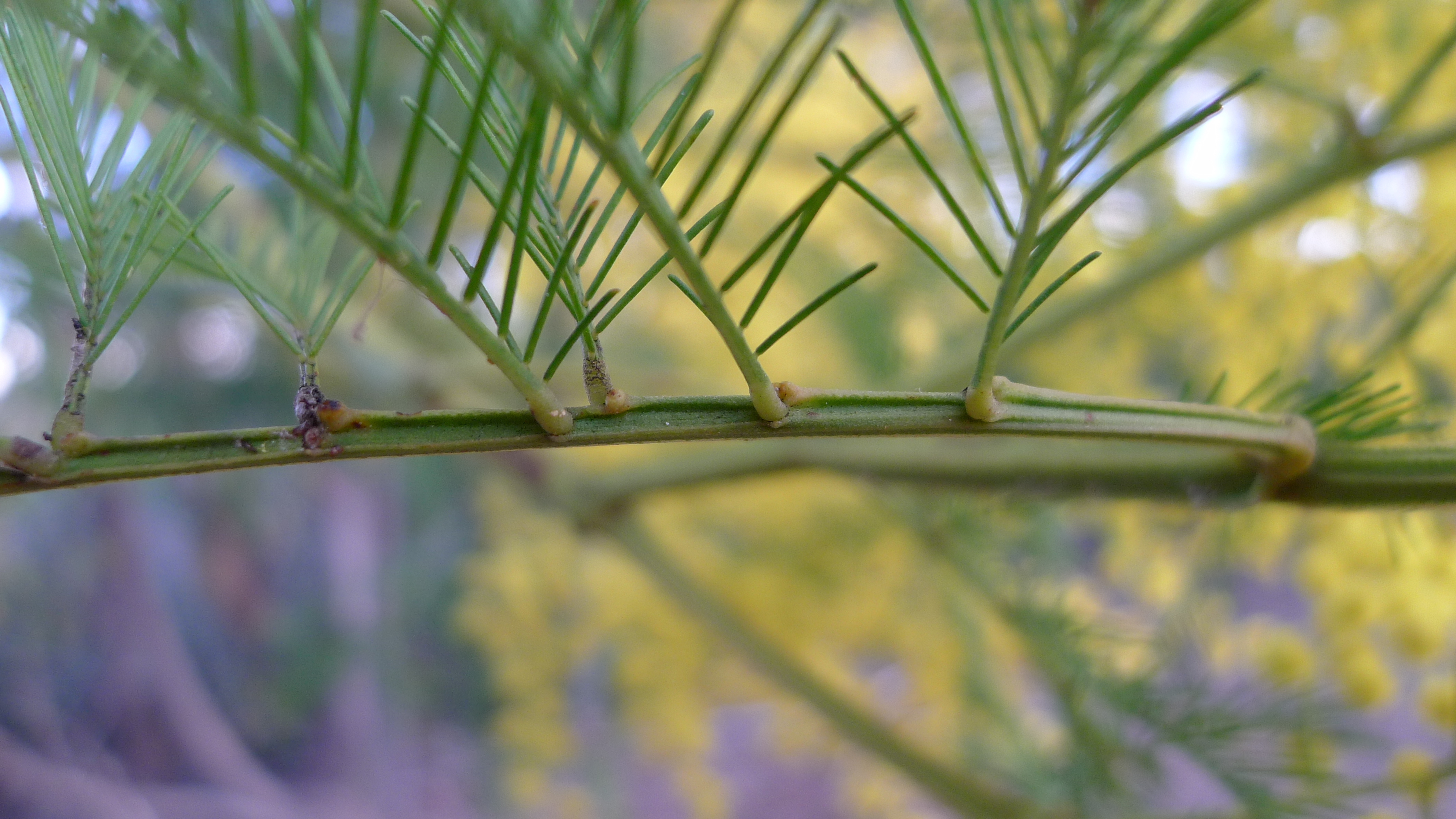
Черешки
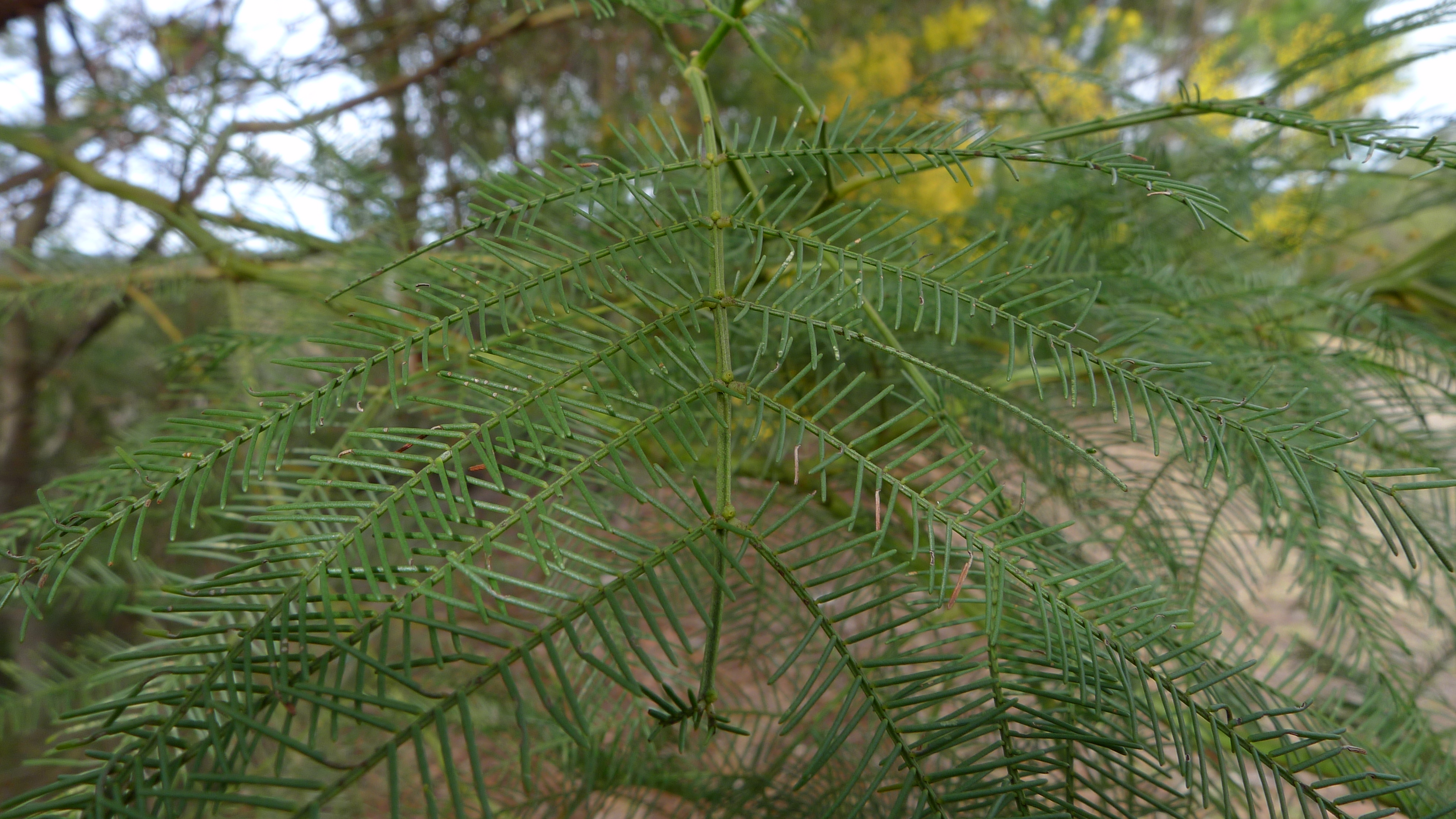
Листя
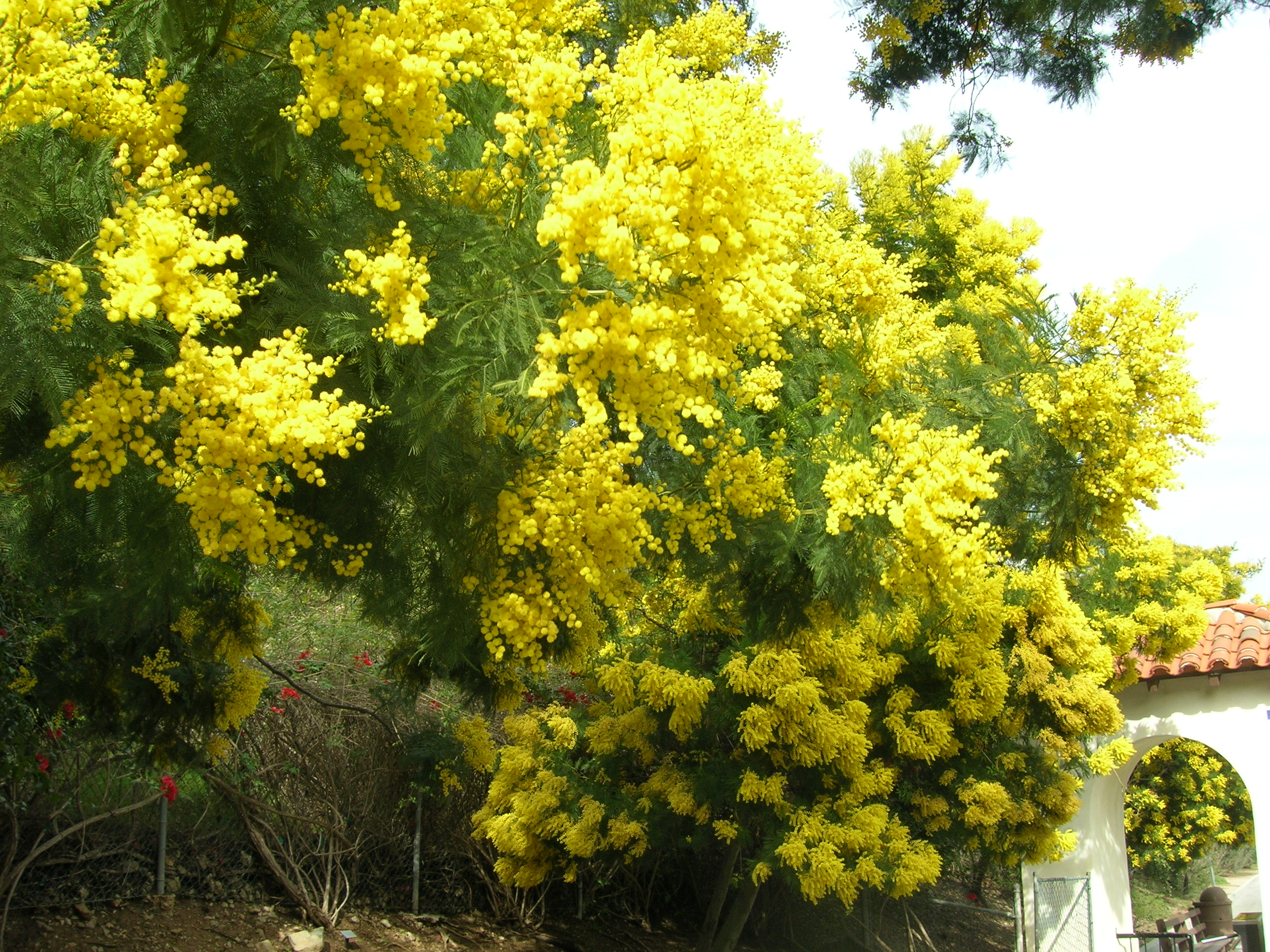
Загальний вигляд квітучої рослини
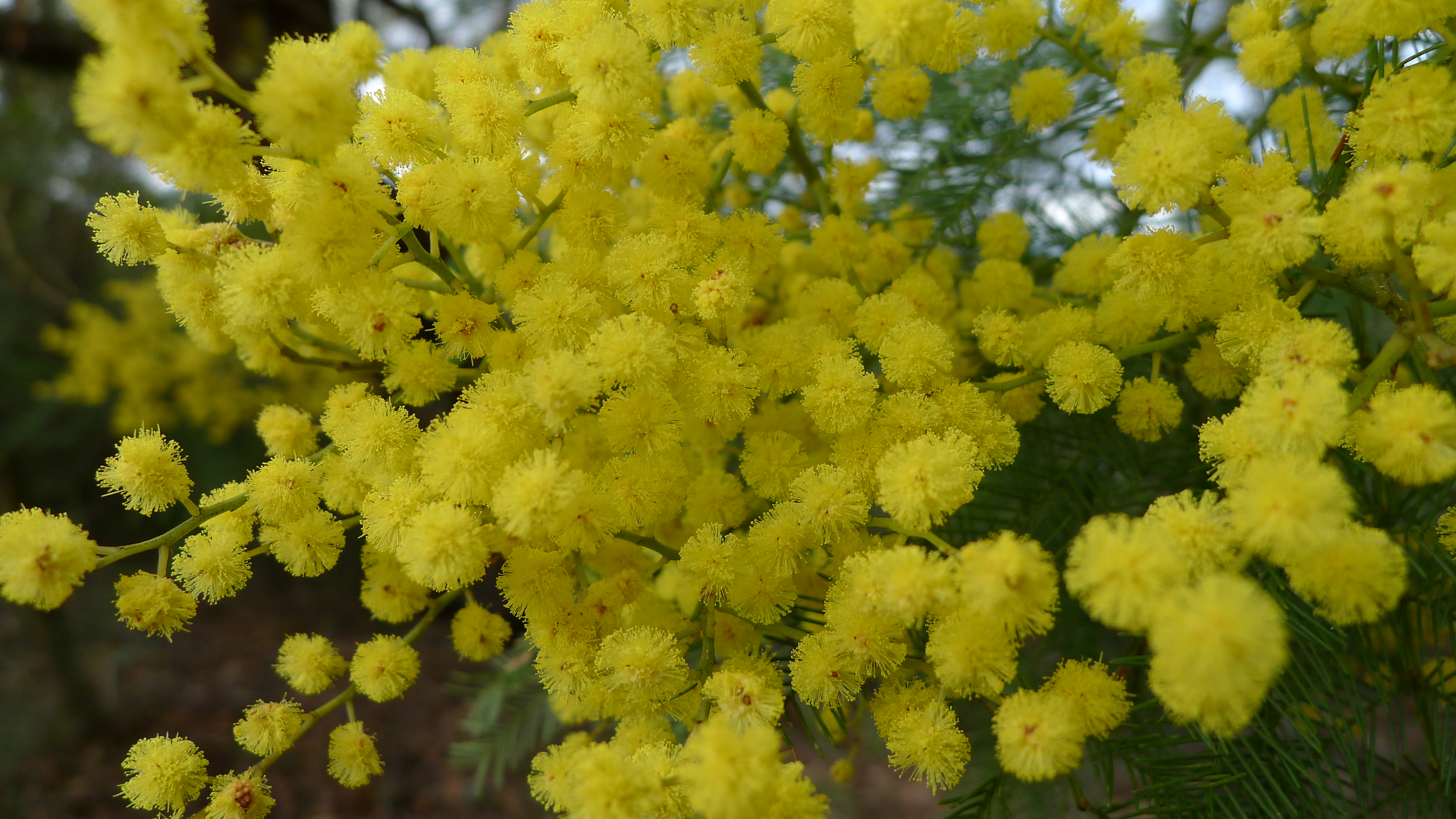
Квіти великим планом
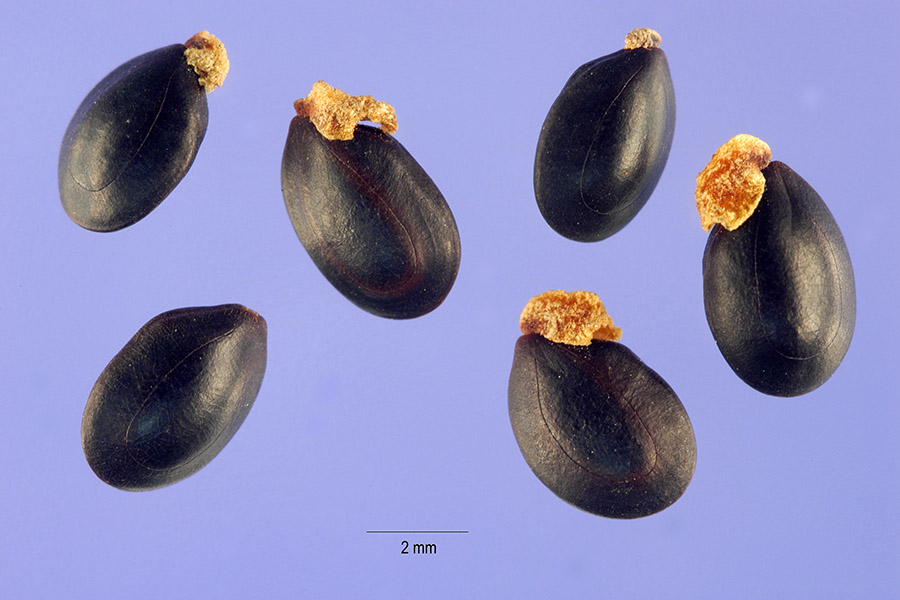
Насіння

## Систематика
| Синоніми - Acacia adenophora Spreng., 1826 - Acacia angulata Desv. - Acacia decurrens Willd. var. angulata (Desv.) Benth. - Acacia decurrens Willd. var. pauciglandulosa F.Muell. ex Benth., 1864 - Acacia lutea - Acacia moniliformis - Acacia molissima Willd. var. angulata (Desv.)Walp. - Mimosa angulata (Desv.) Poir. - Mimosa decurrens Donn - Mimosa decurrens J.C.Wendl., 1798 - Racosperma decurrens (Willd.) Pedley, 1987 - Vachellia lutea | Підвиди - Acacia decurrens var. angulata (Desv.) Benth., 1842 - Acacia decurrens var. dealbata (Link) F. Muell. ex Maiden, 1906 - Acacia decurrens var. deanei R.T. Baker, 1896 - Acacia decurrens var. lanigera Maiden, 1906 - Acacia decurrens var. leichhardtii Benth., 1864 - Acacia decurrens var. mollis Lindl., 1819 - Acacia decurrens var. mollissima É. Miège, 1927 - Acacia decurrens var. normalis (Benth.) Maiden, 1891 - Acacia decurrens var. pauciglandulosa Maiden, 1891 |